# قره‌باغ (ارومیه)
قره باغ، روستایی در بخش انزل از توابع شهرستان ارومیه استان آذربایجان غربی است.

## جمعیت
این روستا در دهستان انزل شمالی قرار داشته و بر اساس سرشماری سال ۱۳۹۵ جمعیت آن ۱۱۳۰ نفر (۳۷۶خانوار)
بوده‌است که تغداد ۵۴۱ نفر مرد و تعداد ۵۸۹ نفر زن بوده‌است.